# Anatomie obojživelníků
Anatomie obojživelníků je vědní obor zabývající se stavbou těla těchto primitivních čtyřnožců.
Obojživelníci jsou přechodná skupina mezi vodními a suchozemskými obratlovci, sdílejí proto některé znaky se svými předky, lalokoploutvými rybami, a zároveň se podobají vývojově pokročilejším tetrapodům, jako jsou plazi.

## Kostra
Kostra obojživelníků je tvořená kostmi, které převládají nad chrupavkami.
Páteř: Vyvíjející se obratle silně zatlačují strunu hřbetní – těla obratlů jsou zkostnatělá, u vyhynulých vráskozubých byla rozdělená na dvě části. Obojživelníci jsou také první čtyřnožci, u kterých se vyvinulo kloubní spojení mezi jednotlivými obratli, páteř se tak stala značně pohyblivou. U některých skupin jsou první dva krční obratle přeměněny na atlas a čepovec. Počet obratlů kolísá od 9 do 63.
Morfologie obratlů je důležitým taxonomickým znakem, zvláště u vyhynulých forem. Původně měli obojživelníci žebra připojená ke všem obratlům kromě prvního, u dnešních obojživelníků nalezneme plně vyvinutá žebra jen u ocasatých, a to pouze v trupu.
Lebka: Při přechodu lalokoploutvých ryb na souš došlo k redukci skřelových kostí a žaberních oblouků, které daly vznik jazylce. Lebka je plochá a široká, u nejstarších obojživelníků byla monokondylní (= jeden týlní hrbol), u recentních obojživelníků je bikondilní. Prvohorní obojživelníci měli lebku krytou dermálními kostmi (17 párových lebečních kostí), proto se také nazývají krytolebci, i když se nejedná o taxonomický pojem. U vývojově mladších obojživelníků došlo k blokádě osifikačního procesu a některé lebeční kosti zmizely nebo zůstaly ve stadiu chrupavky, lebka recentních obojživelníků je proto poměrně jednoduchá.
Lebeční kosti recentních obojživelníků
- endokranium
  - os pterygoideum (párová)
  - vomer
  - parasphenoid
  - sphenethmoid
  - prooticum
  - os occipitale

- krycí kosti
  - os praemaxillare (párová), resp. os intermaxillare (nepárová)
  - os maxillare (párová)
  - os squamosum (párová)
  - os nasale (párová)
  - os frontoparietale
- spodní čelist
  - os dentale
  - os angulare
  - os articulare
  - os quadratum

Strop ústní dutiny tvoří primární patro (báze mozkovny). U většiny obojživelníků je vytvořen jazyk. U lalokoploutvých ryb je vnitřní zubní oblouk redukovaný, u recentních druhů nalezneme jeho zbytky na radličných kostech. Zuby jsou homodontní (tvarově nerozlišené) a polyfiodontní (více sad zubů); u larev jsou tvořeny rohovinou, u dospělců jsou to pak pravé zuby. U vráskozubých měly složitou stavbu, u recentních forem jsou malé a jednoduché.
Končetiny: Obojživelníci jsou prvními obratlovci, kteří mají kráčivé končetiny. Jednou z charakteristik třídy je, že zástupci mají vyvinuté a pohyblivé zápěstí a zanártí, i když Ichthyostega zřejmě ještě takto pohyblivé končetiny neměla a přesto je již považována za obojživelníka. Pokročilejší obojživelníci pak mají končetiny standardní stavby opatřené prsty, na předních zpravidla čtyřmi, na pánevních pak pěti.
Končetiny jsou připojené k trupu kostěnými pletenci, pletenec hrudní končetiny je tvořen kostí klíční, lopatkou a procoracoidem, u žab navíc ještě chrupavčitou suprascapulou a epicoracoidem. Je-li vytvořena hrudní kost, lopatkový pletenec je k ní připojen. Pletenec pánevních končetin je tvořen pánví, která je u současných obojživelníků křehce stavěná, stydká kost je tvořena jen chrupavkou. Stavba samotných končetin je již v podstatě shodná s končetinami ostatních čtyřnožců.

## Svalová soustava
V oblasti trupu jsou kosterní svaly členěné na jednotlivé myomery, podobně jako u ryb. Kromě toho jsou vytvořeny dva velké svaly, hřbetní m. dorsalis trunci a břišní m. rectus abdominis. Svalovina končetin je zjednodušena, ale je stejného typu jako u pokročilejších tříd obratlovců. U žab jsou patrné dobře vyvinuté svaly zadních končetin.

## Kožní soustava
Nejstarší obojživelníci měli ještě zbytky šupin, u prvohorních druhů se vyvinuly i kostěné pancíře; všechny recentní druhy mají holou, nahou kůži. Starou pokožku pravidelně svlékají a požírají. Kůže je plná slizových žláz, které mohou být přeměněny i na žlázy jedové. Je také dobře prokrvená – u obojživelníků je výrazný podíl kožního dýchání. Ve spodní vrstvě škáry jsou chromatofory s pigmentem, u některých druhů se setkáváme s barvozměnou díky posunu chromatoforů nebo při změně koncentrace pigmentu. Změny barvy jsou řízené hormonálně.

## Nervová soustava
Obojživelníci mají (jako všichni strunatci) trubicovitou nervovou soustavu. U obojživelníků se začíná rozvíjet koncový mozek a jeho polokoule – hlavně čichové paleopallium (u savců čichový lalok a limbický systém). Hlavní podíl stále má střecha středního mozku (tectum mesencephali), mozeček je malý.

## Smysly
Zrak: Obojživelníci mají dobře vyvinuté oči, bylo experimentálně prokázáno barevné vidění. Sítnice je na rozdíl od vyšších obratlovců schopná regenerace. Zaostřování se děje posunem čočky jako u ryb, čočka sama při akomodaci nemění tvar. Dospělí obojživelníci mají tři dobře vyvinutá oční víčka (žába drápatka vodní víčka nemá). Kromě toho mají žáby i temenní oko, které je schopné vnímat vlnovou délku a intenzitu světla.
Sluch: Dospělí obojživelníci mají dvě sluchové kůstky, které přenášejí vibrace do vnitřního ucha. U červorů je střední ucho redukované.
Proudový orgán: U larev a těch ocasatých obojživelníků, kteří žijí trvale ve vodě, je zachován proudový orgán, kterým živočich vnímá pohyby vody. Obojživelníci jsou jediní čtyřnožci, u kterých je vyvinutý. Na rozdíl od ryb netvoří postranní čáru.
Čich: Je u obojživelníků dobře vyvinutý, čichový epitel je v nosních dutinách, poprvé se objevuje Jacobsonův orgán.

## Trávicí soustava
Trávicí trubice je rozčleněna na jednotlivé oddíly – začíná ústní dutinou, ve které je jazyk, zuby a do které ústí hlenotvorné žlázy, jejichž sekret obsahuje amylázu (ptyalin), pokračuje jícnem, žaludkem, střevem a konečníkem, který ústí do kloaky. Do střeva ústí vývody jater a slinivky břišní.

## Dýchací soustava

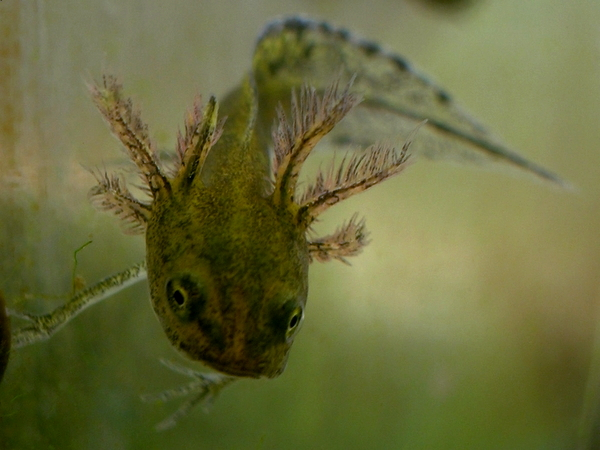
Larva čolka velkého s vnějšími žábrami

Larvy obojživelníků žijí ve vodě, z počátku dýchají až třemi páry vnějších, keříčkovitých žaber. U žab záhy přerůstají kožní řasou, u ocasatých a červorů mohou vnější žábry zůstat po celé larvální stadium. Dojde-li k redukci vnějších žaber, na žaberních obloucích se objeví žábry vnitřní. Během metamorfózy pak žábry zanikají úplně.
Plíce se vytvářejí jako vakovitá vychlípenina trávicí trubice. Nejsou příliš účinné, velký podíl na zásobení kyslíkem má dýchání kožní. Obojživelníci pumpují vzduch do plic hlavně změnou objemu ústní dutiny – proto můžeme pozorovat pohyb spodiny úst.

## Oběhová soustava
Krevní oběh obojživelníků prochází během metamorfózy pozoruhodnou proměnou. U ryb a larev obojživelníků přichází odkysličená krev do srdce, odkud je vháněna do žaber, kde se nasytí kyslíkem, a dále pokračuje ke tkáním. Během metamorfózy se vytváří malý i tělní oběh, které jsou do jisté míry oddělené.
Srdce larev i dospělých obojživelníků má dvě síně, ale jen jednu komoru. Při systole komory nejprve proudí odkysličená krev do dvou plicně-kožních tepen (původně 4. pár žaberních tepen), které se dělí na plicní a kožní tepny – v plicích a v kůži se krev okysličuje. Okysličená krev je sbírána do kožních a plicních žil a vrací se k srdci (do ductus Cuvieri). Do tělního oběhu je vypuzována v druhé fázi systoly.

## Vylučovací soustava
U larev je vylučovacím orgánem pronefros nebo mezonefros, primitivní ledviny ryb. Dusík je vylučován ve formě amoniaku.
Ledvinou dospělých obojživelníků je opistonefros s hustě nahloučenými nefrony, u červorů jsou uspořádány segmentálně. Vývodem je pak Wolffův vývod, který ústí do kloaky. Dospělci jsou ureotelní, odpadním produktem metabolismu dusíku je močovina (urea), ledviny obojživelníků produkují velké množství hypotonické moči.

## Rozmnožovací soustava
Obojživelníci jsou gonochoristé, mají rozlišené pohlaví. Vývodem varlat je Wolffův vývod (slouží jako chámomočovod), vývodem vaječníků jsou vývody Müllerovy, které rovněž ústí do kloaky. Obvykle se celé Müllerovy vývody označují prostě jako vejcovody.